# Венжик Артур Геннадійович
Артур Геннадійович Венжик — солдат Національної гвардії України, учасник російсько-української війни, який загинув у ході російського вторгнення в Україну.

## Життєпис
Народився у квітні 2000 року в місті Козятині Вінницької області. Навчався в місцевій школі № 1, після її закінчення вступив до залізничного училища.          Закінчив Державний професійно-технічний навчальний заклад «Козятинське міжрегіональне вище професійне училище залізничного транспорту» і здобув професію «оглядач-ремонтник вагонів» та підвищив кваліфікацію за професією «Провідник пасажирських вагонів». З 2020 року працював у ВЧ-1 ст. Київ-пасажирський провідником пасажирських вагонів. Також був донором крові та (або) її компонентів.  У 2021 році був призваний на строкову військову службу у Національну гвардію України. Через 5 місяців уклав контракт на подальше проходження служби, яку проходив  на посаді водія-санітара зенітно-ракетного артилерійського дивізіону 4 бригада оперативного призначення військової частини 3018 Національної гвардії України м. Гостомель Гостомель.
З початком російського вторгнення в Україну брав участь у бойових діях. У березні 2022 року мати Артура Алена Венжик опублікувала пост про те, що розшукує свого сина, який був поранений.
16 березня 2022 року в м. Рубіжному Луганської області Артур  під час виконання бойових завдань (ведення оборонного бою за утримання позицій) у населеному пункті Рубіжне, Сєверодонецького району, Луганської області  потрапив під ворожі обстріли з артилерійської та стрілецької зброї, в результаті яких, отримав смертельну травму (дифузна травма головного мозку) та був евакуйований з поля бою, госпіталізовано до КП Дніпровська обласна клінічна лікарня ім. І. І. Мечникова, м. Дніпро. 20.03.2022р. після проведення реанімаційних заходів помер у лікарні. Лікарі Дніпропетровської обласної клінічної лікарні ім. І.І. Мечникова боролися за його життя, але 20 березня 2022 року серце захисника зупинилось назавжди.
27 березня 2022 року на центральній площі міста Козятина на Вінниччині, відбулося урочисте прощання з двома загиблими захисниками: Артуром Венжиком та Віталієм Печенюком.

## Нагороди
- орден За мужність III ступеня (2022, посмертно) — за особисту мужність і самовіддані дії, виявлені у захисті державного суверенітету та територіальної цілісності України, вірність військовій присязі[5].

```
 Медаль "Хрест Свободи"
 Медаль "За патріотизм та героїзм"
```

Відзнака Президента України «За оборону України

## Вшанування пам'яті
У м.Козятині перейменована вулиця на честь Захисника (вулиця АРТУРА ВЕНЖИКА)
Відкрита меморіальна дошка для увічнення памяті Захисника Артура Венжика на однойменній вулиці у м.Козятині.
Біля Державного історико-меморіальний Лук'янівський заповідник (Лук'янівське кладовище) у м.Києві встановлений меморіал на Алеї памяті